# パウル・ギュンター・ローレンツ

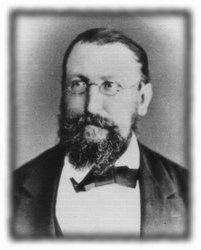
Paul Günther Lorentz (1835–1881)

パウル・ギュンター・ローレンツ（Paul Günther Lorentz、1835年8月30日 – 1881年10月6日）、アルゼンチンでは、パブロ・ローレンツ（Pablo Lorentz）はドイツ生まれでアルゼンチンで働いた植物学者である。

## 略歴
チューリンゲンのKahlaで生まれた。イェナ大学、エアランゲン大学で神学を学んだ後、1853年からミュンヘン大学で、カール・ネーゲリのもとで植物学を学んだ。コケ類を専門とし、ヨーロッパ各地で植物の収集を行った。"Beiträge zur Biologie und Geographie der Moose" （「コケ類の生物学、地理学の研究」）の論文で1860年に博士号を得た。1960年から1969年の間ミュンヘン大学で働き、1964年に准教授となり、1970年にアルゼンチンのコルドバ大学の植物学の教授に任じられ、アルゼンチンに移住した。
1871年から1872年にかけて、地質学者のステルツナー（Alfred Wilhelm Stelzner）とともにトゥクマンの山岳地帯やカタマルカ州を探検し、採集したコケ類は自ら研究し、その他の植物はアウグスト・グリーゼバッハに送り、グリーゼバッハは研究の結果を1874年に、"Plantae Lorentzianae"のタイトルで発表した。1972年から助手となったゲオルク・ヒエロニュムス（Georg Hieronymous）とともにフフイ州の北部、サルタ州から、グランチャコ、ボリビアの低地地域の植物の調査を行った。この探検で集められた植物は、グリーゼバッハの"Symbolae ad Floram Argentinam" (1879)に記載された。シダ類はクレンペルヒューバー（August von Krempelhuber）によって研究され、地衣類はミューラー（Karl Müller）によって研究された。アルゼンチンにおける植物地理学の先駆者と評価されている。
1874年に政治的な理由で、アルゼンチン北東部のコンセプシオン・デル・ウルグアイに移り、博物学の講師となった。1879年にニーダーライン（Gustavo Niederlein）とリオ・ネグロ州への大草原の探検を行った。1881年に肝疾患でコンセプシオン・デル・ウルグアイで没した。
アオイ科の属名、Lorentzia（Ayeniaのシノニム）やパイナップル科の種 Deuterocohnia lorentzianaなどに献名されている。サン・フェルナンド・デル・バジェ・デ・カタマルカの植物園、Parque Botánico Andino Paul Günther Lorentzに名前がつけられている。

## 著作
- Beiträge zur Biologie und Geographie der Moose, München 1860 (Promotionsschrift)
- Moosstudien, Leipzig 1864
- Verzeichnis der europäischen Laubmoose, Stuttgart 1865 (Digitalisat des Real Jardín Botánico)
- Grundlinien der vergleichenden Anatomie der Laubmoose. In: Jahrbuch für wissenschaftliche Botanik 6, 1867; Seiten 863–466.
- Studien zur Anatomie des Querschnitts der Laubmoose, Berlin 1869
- Die Vegetationsverhältnisse der Argentinischen Republik. In: Richard Napp: Die Republik Argentinien. Buenos Aires 1876; Seiten 86–149.
- La vegetación de la prov. de Entre-Rios, 1978